# Hémisomatectomie
L'hémisomatectomie (issu du grec hêmisus : demi, sôma, atos : corps et ektomé : ablation) est une chirurgie radicale (en) consistant en l'amputation de la moitié inférieure du corps, sectionnant les vertèbres lombaires. On utilise également l'anglicisme hémicorporectomie pour la désigner.
Cette opération retire les jambes, les organes génitaux (internes et externes), le système urinaire, le bassin, l'anus et le rectum,. C'est une chirurgie extrêmement mutilante recommandée uniquement en dernier recours pour des patients avec des maladies graves et potentiellement fatales telles que l'ostéomyélite, des tumeurs, des blessures graves ou une escarre non curable dans ou autour du bassin. Cette opération n'a été rapportée qu'une douzaine de fois dans la littérature scientifique.
La désignation de cette procédure est en contradiction avec les termes anatomiques utilisés car hemi est généralement utilisé pour désigner un des deux côtés du corps (par exemple hémiplégie). Paracorporectomie pourrait mieux refléter la nature de la procédure.